# Domenico Cimarosa
Domenico Cimarosa (født 17. december 1749 i Aversa, død 11. januar 1801 i Venedig) var en italiensk komponist.
I tiden 1789 til 1792 var han hofkomponist hos Katharina 2. af Rusland. Han skrev omkring 70 operaer, mest komiske. Han blev betegnet som Den italienske Mozart. Navnet er ikke uberettiget når man tænker den formelle elegance og præcision, charme og kvikhed der er i hans musik. Ud over sine mange operaer skrev han kantater, messer, oratorier og klaversonater.